# الارشاد فی معرفة حجج الله علی العباد
الارشاد فی معرفة حجج الله علی العباد کتابی است نوشته شیخ مفید. این کتاب به شرح حال امامان شیعه دوازده امامی می‌پردازد و در زمره قدیمی‌ترین کتاب‌های امام‌شناسی شیعه و در ردیف کتاب الحجه الکافی محمدبن یعقوب کلینی (۳۲۹ ق) به‌شمار می‌رود. یکی از کتاب‌های معتبر شیعه در رابطه با تاریخ زندگانی امامان شیعه است.
باب نخست این کتاب به زندگانی علی بن ابی طالب امام اول شیعیان اختصاص دارد و بیشترین حجم کتاب را نیز دربردارد. باب سوم به زندگی حسین بن علی و شرح ماجرای کربلا و یاران حسین در کربلا اختصاص دارد.
شیوه شیخ مفید در کتاب، نقل مستند و مسند حوادث نمی‌باشد. وی این کتاب را به گونه‌ای منسجم و بدون نقل اسناد روایات نگارش نموده‌است. اما در برخی روایات به ذکر اسناد آن نیز پرداخته‌است. در بیشتر این موارد، شیخ مفید روایات را از استادان خود مانند شیخ صدوق (محمد ثانی) یا کسانی مانند ابوالقاسم جعفربن محمد بن قولویه روایت نموده‌است.

## تلخیص
المستجاد من کتاب الارشاد اثر علامه حلی تلخیصی از کتاب الارشاد شیخ مفید است.